# Schentait
 Schentait, auch Schentajet oder Schentajit, ist eine altägyptische Göttin in der ägyptischen Mythologie.
Sie wurde als liegende Kuh oder kuhköpfige Frau mit Sonnenscheibe auf dem Kopf dargestellt. Sie kann aber statt der Sonnenscheibe auch das sogenannte oder Bat-Zeichen (Bat-Fetisch) auf dem Kopf oder um den Hals tragen. Aufgrund ihrer Darstellung konnte Schentait als Hathor gelten und wurde zudem mit Sachmet gleichgesetzt. Darstellungen der Göttin finden sich im Osiris-Tempel Sethos II. und dem Gedächtnistempel Ramses II. in Abydos sowie im Amun-Tempel in Hibis. Hauptkultort der Schentait war vermutlich Busiris.
Schentait ist als Isis-Schentait eng mit dem Osirismythos verbunden. Sie gilt dabei als Helferin bei der Auferstehung beziehungsweise der Wiederbelebung des Osiris. Sie wird außerdem mit dem Sarkophag des Gottes gleichgesetzt. Weitere Zusammenhänge der Göttin zu Osiris finden sich beim sogenannten Choiak-Fest und dem Osirisbett, das bereitet werden musste, damit das Korn sprießen kann.